# Pommlitz (Döbeln)
Pommlitz ist ein Stadtteil der Stadt Döbeln im Landkreis Mittelsachsen in Sachsen. Er wurde am 1. April 1936 nach Gärtitz eingemeindet, mit dem er am 1. Juli 1950 zur Stadt Döbeln kam.

## Geographie

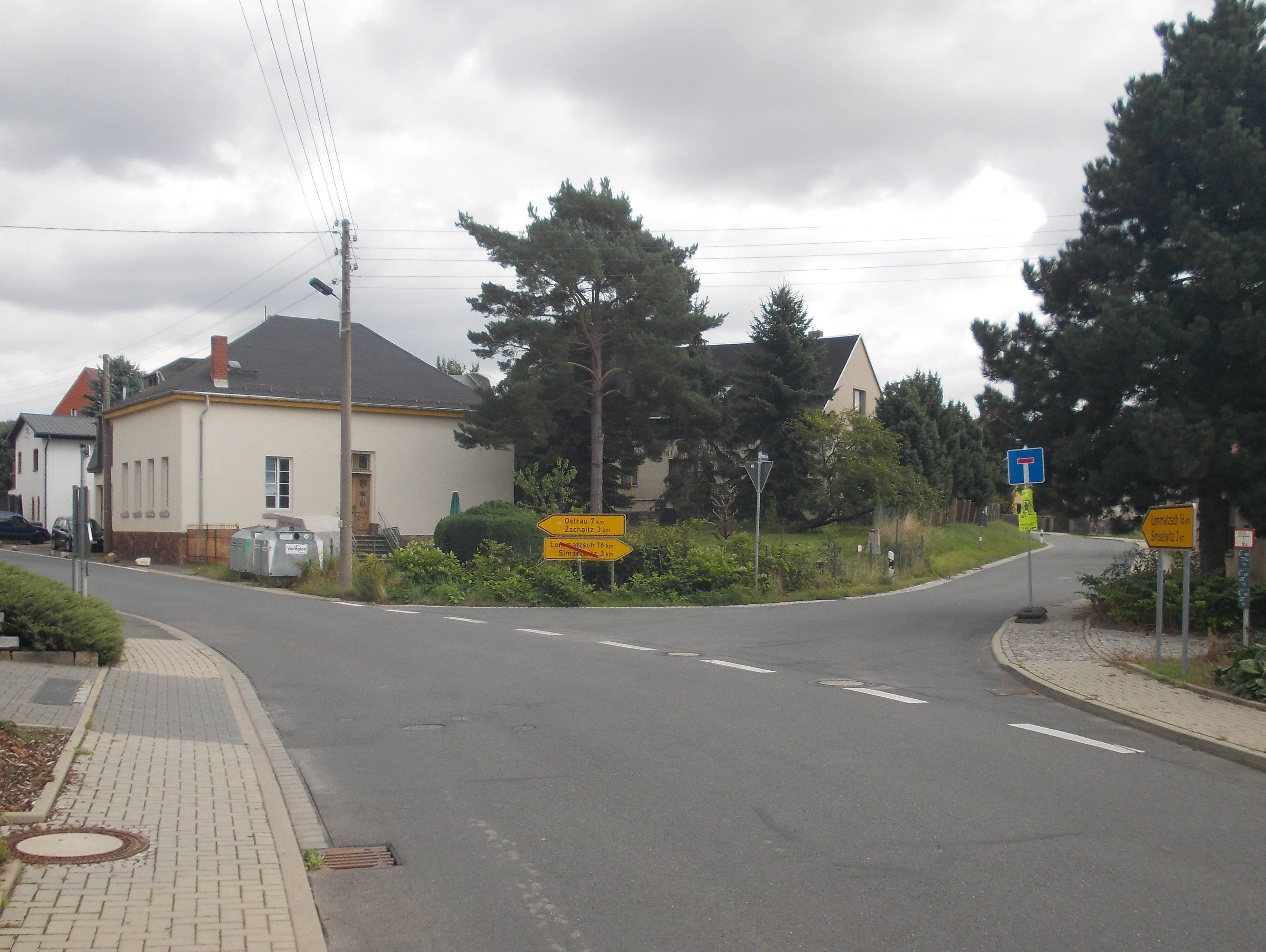
Pommlitz, Straßengabelung

### Geographische Lage und Verkehr
Pommlitz liegt im Mittelsächsischen Hügelland, in der fruchtbaren Döbelner Pflege. Im Süden geht der Ort in den Stadtteil Döbeln-Nord über. Durch Pommlitz verläuft die Staatsstraße 32. Nordöstlich der Ortslage verläuft die Bundesautobahn 14. Auf der einst nördlich an Pommlitz vorbeiführenden Trasse der Schmalspurbahn Wilsdruff–Gärtitz wurde der Elbe-Mulde-Radwanderweg angelegt, der den Mulderadweg mit dem Elberadweg verbindet.

### Nachbarorte
Gärtitz grenzt an die Kernstadt Döbeln, zwei Ortsteile von Döbeln sowie einen Ortsteil der Gemeinde Großweitzschen.
| Gärtitz     |                                             | Redemitz    |
|             | Kompassrose, die auf Nachbargemeinden zeigt | Simselwitz  |
| Döbeln-Nord |                                             | Zschackwitz |

## Geschichte
Der Gutsweiler Pommlitz wurde im Jahre 1352 erstmals unter dem Namen Pomnicz erwähnt. Im Jahr 1445/1447 ist im Ort ein Rittersitz genannt, ab 1551 ein Rittergut. Vermutlich gehörte Pommlitz schon im 13. Jahrhundert der markgräflichen Vasallenfamilie von Trogis (Dragis, Draguß), von denen einige Familienmitglieder Burgmannen in Döbeln waren. Nachdem Wolf von Trogis im Jahr 1569 an der Pest gestorben war, kam das Gut an die Marschälle von Mockritz und dann an den sächsischen Kurfürsten August. Dieser überließ Pommlitz nach kurzer Zeit der Familie von Polentz auf Gärtitz. Die Grundherrschaft über Pommlitz übte bis ins 19. Jahrhundert das Rittergut Pommlitz aus. Um 1875 wurde Pommlitz als Vorwerk des Ritterguts Gärtitz bezeichnet. Es beherbergte die herrschaftliche Schäferei.
Um 1554 lag Pommlitz im kursächsischen Amt Döbeln, welches im Jahr 1588 in das benachbarte Amt Leisnig integriert wurde. Seitdem gehörte Pommlitz bis 1856 zum Amtsbezirk Döbeln des kursächsischen bzw. königlich-sächsischen Amts Leisnig. Ab 1856 unterstand der Ort dem Gerichtsamt Döbeln und ab 1875 der Amtshauptmannschaft Döbeln. Kirchlich ist Pommlitz seit jeher nach Döbeln gepfarrt.
Pommlitz wurde am 1. April 1936 nach Gärtitz eingemeindet. Am 1. Juli 1950 erfolgte die Eingemeindung von Gärtitz mit Pommlitz nach Döbeln. Durch die zweite Kreisreform in der DDR kam Pommlitz als Ortsteil der Stadt Döbeln im Jahr 1952 zum Kreis Döbeln im Bezirk Leipzig, der 1990 als sächsischer Landkreis Döbeln fortgeführt wurde, bis er im Jahr 2008 im Landkreis Mittelsachsen aufging.